# Dick Clark
Richard Wagstaff "Dick" Clark (30 de novembre de 1929, The Bronx, Nova York - 18 d'abril de 2012, Santa Mónica, Califòrnia) va ser un empresari i una personalitat en la televisió dels Estats Units, conegut per presentar diverses maratons televisives i programes de llarga durada tals com American Bandstand,
The $10,000 Pyramid, i Dick Clark's New Year's Rockin' Eve. Era la segona persona més vella que es trobava activa a la televisió, amb una edat de 82 anys.
Clark va ser molt conegut ja des de la seva joventut, en guanyar el concurs America's Oldest Teenager, i per la seva bona salut -- fins que va patir un accident en 2004. Amb alguna dificultat en la parla, Clark va realitzar una dramàtica tornada al seu espectacle d'Any Nou el 31 de desembre de 2005.